# Бетербієв Артур Асільбекович
Артур Асільбекович Бетербієв (чеч. Бетербиев Асильбекан Артур, рос. Артур Асильбекович Бетербиев; 21 січня 1985, Хасав'юрт, Дагестан, СРСР) — канадський і російський боксер-професіонал чеченського походження, що виступає в напівважкій вазі. Колишній абсолютний чемпіон світу в напівважкій вазі (2024—2025). Чемпіон світу за версіями IBF (2017–2025), WBC (2019–2025), WBO (2022–2025),  WBA (2024–2025), Ринг (2024–2025). Чемпіон світу (2009) та дворазовий чемпіон Європи (2006 та 2010) серед любителів, дворазовий учасник Олімпійських ігор.

## Аматорська кар'єра
- 2007 Турнір у Калінінграді (Україна-Росія) (напівважка вагова категорія) — перемога над Олександром Усиком (12:10)[1]

### Чемпіонат світу 2007
- 1/16 фіналу. Переміг Вашингтона Сільву (Бразилія) — RSC
- 1/8 фіналу. Переміг Давіда Ціклаурі (Грузія) — 23-9
- 1/4 фіналу. Переміг Імре Сзелло (Угорщина) — 25-9
- Півфінал. Переміг Даургідаса Шемьотаса (Литва) — WO
- Фінал. Програв Аббосу Атоєву (Узбекистан) — 17-20

### Олімпійські ігри 2008
- 1/16 фіналу. Переміг Кеннеді Катенде (Швеція) — 15-3
- 1/8 фіналу. Програв Чжану Сяопіну (Китай) — 2-8

### Чемпіонат світу 2009
- 1/16 фіналу. Переміг Джамалла Леяйя (Швеція) — RSC
- 1/8 фіналу. Переміг Бабакара Камара (Швеція) — 11-1
- 1/4 фіналу. Переміг Дінеша Кумара (Індія) — RSC
- Півфінал. Переміг Хосе Лардуета (Куба) — 10-6
- Фінал. Переміг Елшода Расулова (Узбекистан) — 13-10

### Чемпіонат світу 2011
- 1/16 фіналу. Переміг Маріо Ередія (Мексика) — RET
- 1/8 фіналу. Переміг Джахона Курбанова (Таджикистан) — RET
- 1/4 фіналу. Програв Олександру Усику (Україна) — 13-17

### Олімпійські ігри 2012
- 1/8 фіналу. Переміг Майкла Гантера (США) — 10-10
- 1/4 фіналу. Програв Олександру Усику (Україна) — 13-17